# 2016-os magyar fedett pályás atlétikai bajnokság
A 2016-os magyar fedett pályás atlétikai bajnokság a 42. bajnokság volt. A többpróba számait február 13–14-én a Syma Csarnokban, a súlylökést február 27-én Szombathelyen tartották.

## Eredmények

### Férfiak
| Versenyszám      | Arany                                                                   | Arany    | Ezüst                                                                 | Ezüst    | Bronz                                                              | Bronz    |
| ---------------- | ----------------------------------------------------------------------- | -------- | --------------------------------------------------------------------- | -------- | ------------------------------------------------------------------ | -------- |
| 60 m             | Sipos János Szolnoki MÁV                                                | 6,74     | Illovszky Dominik Bp. Honvéd                                          | 6,91     | Szabó Dániel Alba Regia AK                                         | 6,92     |
| 200 m            | Győri Árpád Debreceni SC-SI                                             | 21,73    | Pálmai Márk Gödöllői EAC                                              | 21,94    | Németh Csaba Vasas                                                 | 22,16    |
| 400 m            | Móricz Bálint Haladás VSE                                               | 48,24    | Vigvári Szabolcs Gödöllői EAC                                         | 48,80    | Kemény Dávid Haladás VSE                                           | 48,83    |
| 800 m            | Vindics Balázs Újpesti TE                                               | 1:50,08  | Kiss Gergő VEDAC                                                      | 1:51,40  | Takács Dávid VEDAC                                                 | 1:53,16  |
| 1500 m           | Vindics Balázs Újpesti TE                                               | 3:53,40  | Dani Áron BEAC                                                        | 3:55,41  | Horváth Bálint VEDAC                                               | 3:55,95  |
| 3000 m           | Gregor László Békéscsabai AC                                            | 8:24,56  | Józsa Gábor MAC                                                       | 8:27,20  | Dani Áron BEAC                                                     | 8:27,56  |
| 4 × 400 m        | Vigvári Szabolcs Pálmai Márk Takács Ákos Deák Nagy Marcell Gödöllői EAC | 3:14,77  | Móricz Bálint Boda Boldizsár Jagodics Dennis Kemény Dávid Haladás VSE | 3:14,99  | Tamási Ottó Mohácsi Soma Kecskés Csaba Mile Benedek Kecskeméti ARC | 3:21,95  |
| 60 m gát         | Baji Balázs Békéscsabai AC                                              | 7,62     | Szűcs Valdó Zalaegerszegi AC                                          | 7,80     | Gönczöl Máté VEDAC                                                 | 8,00     |
| 5000 m gyaloglás | Helebrandt Máté Nyíregyházi SC                                          | 20:05,92 | Venyercsán Bence Bp. Honvéd                                           | 20:16,47 | Kovács Soma MVSI                                                   | 21:59,53 |
| magasugrás       | Bakosi Péter Nyíregyházi SC                                             | 2,09 m   | Horváth Csaba Ikarus BSE                                              | 2,05 m   | Pázmándi Dominik Szolnoki SC-SI                                    | 2,05 m   |
| rúdugrás         | Kéri Tamás Ikarus BSE                                                   | 4,80 m   | Szabó Attila BSC                                                      | 4,60 m   | Szabó Dezső Győri AC                                               | 4,60 m   |
| távolugrás       | Galambos Tibor Ferencvárosi TC                                          | 7,44 m   | Erdélyi Zoltán Szekszárdi Sportközpont                                | 7,20 m   | Pap Kristóf Haladás VSE                                            | 7,16 m   |
| hármasugrás      | Galambos Tibor Ferencvárosi TC                                          | 15,88 m  | László Dávid Alba Regia AK                                            | 15,53 m  | Prekli Zoltán Ferencvárosi TC                                      | 14,72 m  |
| súlylökés        | Kürthy Lajos Mohácsi TE                                                 | 17,33 m  | Rakovszky Tibor KSI                                                   | 17,27 m  | Kerekes László Nyíregyházi SC                                      | 17,04 m  |
| hétpróba         | Szabó Attila BSC                                                        | 5394     | Fajoyomi Viktor Kecskeméti ARC                                        | 5164     | Galambos Zsolt Ferencvárosi TC                                     | 4717     |

### Nők
| Versenyszám      | Arany                                                            | Arany   | Ezüst                                                             | Ezüst    | Bronz                                                   | Bronz                      |
| ---------------- | ---------------------------------------------------------------- | ------- | ----------------------------------------------------------------- | -------- | ------------------------------------------------------- | -------------------------- |
| 60 m             | Nguyen Anasztázia MTK                                            | 7,38    | Kaptur Éva Gödöllői EAC                                           | 7,41     | Kozák Luca Debreceni SC-SI                              | 7,56                       |
| 200 m            | Kaptur Éva Gödöllői EAC                                          | 24,28   | Renkó Evelin VEDAC                                                | 25,01    | Kozák Luca Debreceni SC-SI                              | 25,06                      |
| 400 m            | Kéri Bianka VEDAC                                                | 55,09   | Molnár Janka Budafoki MTE                                         | 56,74    | Szűcs Noémi HÓDIÁK                                      | 56,83                      |
| 800 m            | Kéri Bianka VEDAC                                                | 2:07,42 | Apáthy Sophie Vasas                                               | 2:11,51  | Palásti Luca Debreceni SC-SI                            | 2:13,08                    |
| 1500 m           | Kószás Kriszta Győri AC                                          | 4:23,14 | Böhm Lilla KSI                                                    | 4:25,88  | Kácser Zita Debreceni SC-SI                             | 4:33,18                    |
| 3000 m           | Kószás Kriszta Győri AC                                          | 9:40,88 | Kácser Zita Debreceni SC-SI                                       | 9:43,13  | Böhm Lilla KSI                                          | 9:46,06                    |
| 4 × 400 m        | Mátó Sára Punk Adrienn Darabos Aliz Budai Boglárka Alba Regia AK | 3:50,79 | Király Adél Kaptur Éva Torma Evelin Komiszár Kriszta Gödöllői EAC | 3:50,94  | Göncz Anna Renkó Evelin Csorba Eszter Kéri Bianka VEDAC | 3:52,44                    |
| 60 m gát         | Kerekes Gréta Debreceni SC-SI                                    | 8,18    | Kozák Luca Debreceni SC-SI                                        | 8,23     | Zsivoczky-Farkas Györgyi Bp. Honvéd                     | 8,57                       |
| 3000 m gyaloglás | Récsei Rita Bp. Honvéd                                           | 4:02,09 | Dimanopulosz Daphne Bp. Honvéd                                    | 16:23,92 | Több célbaérkező nem volt.                              | Több célbaérkező nem volt. |
| magasugrás       | Zsivoczky-Farkas Györgyi Bp. Honvéd                              | 1,83 m  | Renner Luca Gödöllői EAC                                          | 1,81 m   | Fekete Fédra Reménység Vác                              | 1,76 m                     |
| rúdugrás         | Juhász Fanni Gödöllői EAC                                        | 4,00 m  | Gebauer Maja KSI                                                  | 3,60 m   | Siskó Zsófia Alba Regia AK                              | 3,40 m                     |
| távolugrás       | Zsivoczky-Farkas Györgyi Bp. Honvéd                              | 6,22 m  | Schmelcz Fanny TFSE                                               | 6,10 m   | Lesti Diana Kecskeméti ARC                              | 5,99 m                     |
| hármasugrás      | Hoffer Krisztina Tatabányai SC                                   | 13,10 m | Lesti Diana Kecskeméti ARC                                        | 12,24 m  | Huszár Kitti Alba Regia AK                              | 12,00 m                    |
| súlylökés        | Márton Anita Békéscsabai AC                                      | 18,43 m | Bogdán Annabella Békéscsabai AC                                   | 14,18 m  | Veiland Violetta Zalaegerszegi AC                       | 13,88 m                    |
| ötpróba          | Renner Luca Gödöllői EAC                                         | 3909    | Szabó Beatrix MTK                                                 | 3493     | Ajkler Eszter Gödöllői EAC                              | 3418                       |